# Duson, Louisiana
Duson, Louisiana (енгл. Duson) град је у америчкој савезној држави Луизијана.

## Демографија
По попису из 2010. године број становника је 1.716, што је 44 (2,6%) становника више него 2000. године.
| Група             | 2000.         | 2010.         |
| Белци             | 1.232 (73,7%) | 1.121 (65,3%) |
| Афроамериканци    | 422 (25,2%)   | 447 (26,0%)   |
| Азијати           | 0 (0,0%)      | 6 (0,3%)      |
| Хиспаноамериканци | 6 (0,4%)      | 107 (6,2%)    |
| Укупно            | 1.672         | 1.716         |